# Eryngium spinalba
La calacatreppola spina-argentata (Eryngium spinalba Vill., 1779) è una pianta erbacea della famiglia Apiaceae, endemica delle Alpi Marittime.

## Descrizione
È una pianta perenne, cespugliosa, emicriptofita scaposa, con fusti scarsamente ramosi.

Le foglie sono coriacee e spinose, le basali profondamente divise. Le brattee, da 15 a 30 per pianta, sono verdastre lunghe  dai 6 ai 9 cm.

I fiori sono riuniti in ombrelle violacee; quelli periferici sono unisessuali o sterili, quelli centrali ermafroditi

## Distribuzione e habitat
Cresce esclusivamente nei pascoli rocciosi dei versanti francese ed italiano delle Alpi Marittime, dai 1200 ai 2000 m s.l.m..